# 가치도키역
가치도키역(일본어: 勝どき駅, かちどきえき)은 일본 도쿄도 주오구 가치도키 2초메에 있는 철도역이다. 역 번호는 E 17이다.

## 타는 곳

### 도쿄 도 교통국
| 1 | ○ 도영 지하철 오에도 선 | 이다바시・료고쿠    |
| 2 | ○ 도영 지하철 오에도 선 | 다이몬・롯폰기 방면 |

## 이용 가능 철도 노선
- 도쿄 도 교통국
  - ○ 오에도 선

## 역사
- 2000년 12월 12일: 영업 개시.

## 인접역
| 도쿄 도 교통국 12호선       | 도쿄 도 교통국 12호선 | 도쿄 도 교통국 12호선             |
| --------------------------- | --------------------- | --------------------------------- |
| E 16 쓰키시마 도초마에 방면 | 오에도 선             | E 18 쓰키지시조 히카리가오카 방면 |